# Alingsås stadsförsamling
Alingsås stadsförsamling var en församling  i Skara stift i nuvarande Alingsås kommun. Församlingen uppgick 1967 i Alingsås församling.

## Administrativ historik
Församlingen bildades 1619 genom en utbrytning ur Alingsås församling  och återgick 1967 i en återbildad Alingsås församling.
Församlingen/församlingarna var till 1967 i pastorat med Rödene, Hemsjö, Bälinge och Ödenäs församlingar, där landsförsamlingen var moderförsamling till 1700-talet och stadsförsamlingen därefter.

## Organister
| Period    | Namn                       | Levnadstid | Övrigt    |
| --------- | -------------------------- | ---------- | --------- |
| 1792–1811 | Jonas August Högdahl       | 1772–1811  | Organist  |
| 1812–1849 | Erik Landahl               | 1787–1862  | Organist  |
| 1834–1835 | Magnus Wennerstrand        | 1804–1881  | Organist  |
| 1850–1866 | Erik Johan Amadeus Landahl | 1820–1866  | Organist  |
| 1960–1964 | Carl-Eric Berntson         | 1929–      | Organist. |